# Зеллер, Бертольд
Бертольд Зеллер (фр. Berthold Zeller; 25 сентября 1848, Ренн — 31 марта 1899, Париж) — французский историк.

## Биография
Сын историка Жюля Зеллера и Мари Мадлен де Мёре, шурин Ашиля Люшера.
Окончил лицей Генриха IV, в 1869 году поступил в Высшую нормальную школу, которую окончил в 1872-м со степенью агреже истории. Преподаватель в Бурже (1872), Амьене (1873), затем в парижском коллеже Роллена (1876) и лицее Карла Великого (1876). Доктор филологии (1880). В 1874 году был направлен с научной миссией в Италию, как внештатный сотрудник недавно основанной Французской археологической школы. Обнаружил, особенно во Флоренции, большое количество неизданных документов, относившихся к франко-тосканским сношениям начала XVII века. По словам Люшера, это событие стало определяющим в его карьере писателя и ученого.
В 1877 году дебютировал «прелестной книгой» «Генрих IV и Мария Медичи». Сочинения Зеллера были благосклонно приняты публикой и научным сообществом во Франции и за границей, и «полностью оправдали» его назначение доцентом, а в 1894 году профессором-адъюнктом на филологический факультет в Париже (до этого Зеллер был репетитором по истории в Политехнической школе). В течение двадцати лет написал несколько работ, посвященных Марии Медичи, начальному периоду царствования Людовика XIII и приходу к власти кардинала Ришельё, привлекая для этого значительный итальянский материал и выступая как видный последователь научных методов Леопольда Ранке. По мнению А. Д. Люблинской, работы Зеллера «представляют собой пересказ депеш тосканских резидентов, в которых не все достоверно, но содержатся интересные регулярные сообщения о настроениях народных масс».
Разница в красочных описаниях мотивов действий Марии Медичи, Людовика и других влиятельных лиц, сделанных мемуаристами, и сухими сведениями, содержащимися в посольских отчетах и прочей документации, привела Зеллера к мысли издать серию книжек по истории Франции от времен галлов до эпохи Генриха IV, представлявших собой экстракты из хроник, переписки и прочих свидетельств, передающих дух эпохи, и проиллюстрированных репродукциями памятников, портретами и воображаемыми сценами. Тридцать пять томов этой серии, получившей название «История Франции, рассказанная современниками» (L’histoire de France racontée par les contemporains), вышедших в 1876—1888 годах в издательстве Hachette, стали полезным подспорьем для преподавателей лицеев.
Затем он попробовал свои силы в писательстве, сочинив роман из жизни двора Людовика XII «Клод Французская» (1892), публиковавшийся фельетонами в Liberté, а затем вышедший отдельным изданием. Это произведение не имело особого успеха: историки назвали его «прогуливанием уроков», а литераторы посчитали слишком историчным. По мнению Люшера, репутация исторического романа, подорванная большим количеством низкопробной продукции, к тому времени еще не восстановилась, что сказалось на восприятии книги Зеллера, «кажется, достойной лучшего».
В 1897—1898 годах Зеллер опубликовал последние два тома своих оригинальных сочинений, надеясь быть отмеченным высшей наградой Французской академии, положенной историку: первой Большой премией Гобера (до этого ему дважды присуждали вторую, менее почетную), но обманулся в своих ожиданиях, что окончательно подорвало его уже к тому времени пошатнувшееся здоровье.

## Сочинения
- Henri IV et Marie de Médicis, d’après des documents nouveaux tirés des archives de Florence et de Paris (1877) (Теруанская премия, 1877) Google Books
- Études critiques sur le règne de Louis XIII. T. I. Le Connétable de Luynes, Montauban et la Valteline, d'après les archives d'Italie (1879) (Большая премия Гобера (вторая, 1881, 1882) Archive.org
- Études critiques sur le règne de Louis XIII. T. II. Richelieu et les ministres de Louis XIII de 1621 à 1624. La cour, le gouvernement, la diplomatie, d’après les archives d’Italie (1880) (диссертация на степень доктора филологии) Archive.org
- Solon (1882)
- Henri IV (1882)
- Richelieu (1884) Archive.org
- Le Mouvement guisard en 1588. Catherine de Médicis et la journée des barricades // Revue Historique. T. 41, Fasc. 2 (1889), pp. 253–276
- La minorité de Louis XIII, Marie de Médicis et Sully (1610—1612) (1892) Archive.org
- Claude de France (1892)
- La minorité de Louis XIII, Marie de Médicis et Villeroy. Étude nouvelle, d’après les documents florentins et vénitiens (1897) (Теруанская премия, 1897) Archive.org
- Louis XIII, Marie de Médicis, chef du conseil. Etats généraux. Mariage du roi. Le prince de Condé (1614—1616). Etude nouvelle, d'après les documents florentins et vénitiens (1898)
- Louis XIII, Marie de Médicis, Richelieu ministre, étude nouvelle d'après les documents florentins et vénitiens (1899) Archive.org